# Backlash (2020)
Backlash foi um pay-per-view (PPV) de luta livre profissional produzido pela WWE e transmitido pelo WWE Network para suas marcas Raw e SmackDown. Foi transmitido em 14 de junho de 2020 com todas as lutas ocorrendo no WWE Performance Center em Orlando, Flórida . Enquanto a maior parte do evento foi ao ar ao vivo, a luta principal entre Edge e Randy Orton foi pré-gravada em 7 de junho. Esse foi o décimo quinto evento da cronologia Backlash.
O evento foi originalmente programado para acontecer em Kansas City, Missouri; no entanto, o evento teve que ser movido devido à pandemia de COVID-19 . Como os outros shows da WWE desde meados de março, o Backlash foi movido para o WWE Performance Center, embora ao contrário dos shows anteriores, o Backlash não foi anunciado até depois do início da pandemia, o que o tornou o primeiro evento PPV da WWE a ser anunciado durante a pandemia.
Sete lutas foram disputadas no evento, incluindo uma no pré-show. No evento principal, Randy Orton derrotou Edge no que a WWE classificou como "A maior luta de wrestling de todos os tempos". Em outras lutas importantes, Drew McIntyre derrotou Bobby Lashley para reter o Campeonato da WWE, Braun Strowman derrotou The Miz e John Morrison em uma luta Handicap para reter o Campeonato Universal, e Sheamus derrotou Jeff Hardy .

## Produção

### Conceito
Backlash é um evento recorrente de formato pay-per-view (PPV) que foi estabelecido pela WWE em 1999. O evento continuou anualmente como o evento pós- WrestleMania até 2009, que foi o evento final até 2016. Foi trazido de volta naquele ano na sequência da reintrodução da extensão de marcas, onde a WWE voltou a dividir o seu plantel entre as marcas Raw e SmackDown, representadas pelos programas com o mesmo nome; o evento de 2016 também encerrou sua tradição anterior de ser o pay-per-view pós-WrestleMania. O evento continuou anualmente até 2018, quando foi substituído pelo Stomping Grounds no ano seguinte, mas foi trazido de volta para 2020. O evento de 2020 foi o décimo quinto da cronologia Backlash e contou com lutadores das marcas Raw e SmackDown.

#### Impacto da pandemia de COVID-19
O Backlash foi originalmente agendado para ocorrer em Kansas City, Missouri, em 14 de junho de 2020. No entanto, o evento não foi anunciado ou promovido até 10 de maio durante o PPV Money in the Bank; o anúncio não fazia referência a cidade ou local, mas confirmou o evento para 14 de junho. Foi o primeiro evento da WWE a ser anunciado após o início da pandemia de COVID-19, que começou a afetar a programação da WWE em meados de março. A pandemia forçou a promoção a mover a maioria de seus shows para o WWE Performance Center em Orlando, Flórida, sem fãs presentes,  embora no final de maio, a WWE tenha começado a usar estagiários do Performance Center para servir como público ao vivo.
A Fightful Select relatou originalmente que a maioria das lutas foi filmada com antecedência em 7 de junho, horas antes dos recrutas do Performance Center serem transferidos para a Full Sail University para atuar como espectadores no NXT TakeOver: In Your House que foi ao ar ao vivo naquela noite. No entanto, foi revelado pelo jornalista de luta livre Dave Meltzer no dia seguinte, que apenas Edge vs. Randy Orton pré-gravado. Os recrutas tinham uma lista de contatos às 8h30 que os fazia trabalhar em ambos os eventos até a meia-noite de 8 de junho. O resto do card do Backlash foi ao ar em 14 de junho.
A luta pré-gravada entre Edge e Randy Orton permitiu que a WWE utilizasse "técnicas de produção e ângulos de câmera únicos ... para adicionar à experiência." Uma técnica de produção foi o ruído da multidão amplificado. A WWE também usou o clássico microfone do Madison Square Garden que foi usado durante a WrestleMania I, com gravações anteriores do falecido Howard Finkel fazendo apresentações para ambos os lutadores. O árbitro Charles Robinson também usou uma camisa clássica azul claro com gravata borboleta preta.

### Histórias
O show foi composto por sete lutas, incluindo uma no pré-show. As lutas resultaram de enredos roteirizados, onde os lutadores retratavam heróis, vilões ou personagens menos distiguiveis em eventos roteirizados que geravam tensão e culminavam em uma luta ou série de lutas. Os resultados foram predeterminados pelos escritores da WWE nas marcas Raw e SmackDown, enquanto as histórias foram produzidas nos programas semanais de televisão da WWE, Monday Night Raw e Friday Night SmackDown.
No Royal Rumble, o WWE Hall of Famer Edge, que foi forçado a se aposentar em abril de 2011 devido a uma lesão no pescoço, retornou durante a Royal Rumble match e eliminou seu antigo parceiro dedupla do Rated-RKO Randy Orton ; Edge foi eliminado logo depois. A feud se tornou muito pessoal nas semanas seguintes e culminou em uma luta Last Man Standing na WrestleMania 36, onde Edge derrotou Orton. No Raw de 11 de maio, os dois homens fizeram suas primeiras aparições pós-WrestleMania. Orton disse que o melhor homem venceu na WrestleMania, mas questionou Edge se o melhor lutador tinha realmente vencido. Observando que as lutas Royal Rumble e Last Man Standing não eram tradicionais, Orton desafiou Edge para uma luta tradicional no Backlash; Edge aceitou na semana seguinte. A WWE, então, classificou a luta como "A maior luta de luta livre de todos os tempos".
No episódio de 11 de maio do Raw, Montel Vontavious Porter (MVP) abordou Bobby Lashley nos bastidores e o elogiou por sua vitória no início daquela noite. No entanto, ele questionou porque Lashley estava enfrentando um mid-carder, enquanto King Corbin estava sendo convidado do SmackDown para enfrentar o campeão da WWE Drew McIntyre em uma luta sem título. MVP notou que Lashley não tinha uma oportunidade de pelo Campeonato da WWE desde o The Great American Bash de 2007 e questionou quando Lashley mostraria seu verdadeiro eu. Lashley então se alinhou com MVP, o que também enfureceu a esposa de Lashley, Lana . Na semana seguinte, Lashley e MVP observaram a luta de McIntyre contra Corbin na stage. Depois que McIntyre derrotou Corbin, McIntyre afirmou que queria enfrentar Lashley, que foi impedido por MVP. No episódio de 25 de maio, foi confirmado que McIntyre defenderia o Campeonato da WWE contra Lashley no Backlash.
No Money in the Bank, Braun Strowman derrotou Bray Wyatt para reter o Campeonato Universal . No episódio de 15 de maio do SmackDown, Strowman se juntou ao Mr. Money in the Bank Otis para derrotar The Miz e John Morrison . Na semana seguinte, Miz e Morrison criticaram Strowman por se aliar a Otis (de quem eles zombaram da semana anterior) e depois declararam que sua derrota na semana anterior foi injusta. Miz provocou Strowman sobre sua luta com Wyatt e questionou se Wyatt realmente havia terminado com Strowman. Morrison então aparentemente lançou um desafio para Miz enfrentar Strowman, que aceitou e derrotou Miz. Após a luta, Morrison desafiou Strowman a defender o Campeonato Universal contra ele e Miz em uma luta handicap no Backlash, que foi oficializada.
No Money in the Bank, Asuka venceu a Money in the Bank ladder match feminina. Na noite seguinte no Raw, a campeã feminina do Raw Becky Lynch revelou que estava grávida e anunciou um hiato para a licença maternidade e que a luta pela escada era na verdade pelo título, em vez de um contrato que garantisse uma luta pelo campeonato, assim Asuka se tornou a nova campeã Feminina do Raw. No Raw de 25 de maio, Nia Jax, que também estava na luta de escadas, derrotou a campeã feminina do NXT Charlotte Flair e Natalya em uma luta Triple Threat para se tornar a desafiante número um contra Asuka pelo título no Backlash.

## Evento
| Função:                     | Nome:                                                 |
| --------------------------- | ----------------------------------------------------- |
| Comentaristas em inglês     | Michael Cole (SmackDown)                              |
| Comentaristas em inglês     | Corey Graves (SmackDown)                              |
| Comentaristas em inglês     | Tom Phillips (Raw)                                    |
| Comentaristas em inglês     | Samoa Joe (Raw)                                       |
| Comentaristas em inglês     | Byron Saxton (Raw)                                    |
| Comentaristas em inglês     | Kevin Owens (Luta pelo Campeonato dos Estados Unidos) |
| Comentarista em espanhol    | Carlos Cabrera                                        |
| Anunciadores de ringue      | Greg Hamilton (SmackDown)                             |
| Anunciadores de ringue      | Mike Rome (Raw)                                       |
| Anunciadores de ringue      | Howard Finkel (Evento principal)                      |
| Árbitros                    | Danilo Anfibio                                        |
| Árbitros                    | Jessika Carr                                          |
| Árbitros                    | John Cone                                             |
| Árbitros                    | Dan Engler                                            |
| Árbitros                    | Darrick Moore                                         |
| Árbitros                    | Eddie Orengo                                          |
| Árbitros                    | Chad Patton                                           |
| Árbitros                    | Charles Robinson                                      |
| Entrevistadores             | Charly Caruso                                         |
| Entrevistadores             | Kayla Braxton                                         |
| Painel de pré-exibição      | Scott Stanford                                        |
| Painel de pré-exibição      | Peter Rosenberg                                       |
| Correspondentes do pré-show | Renee Young                                           |
| Correspondentes do pré-show | Booker T                                              |
| Correspondentes do pré-show | John "Bradshaw" Layfield                              |

### Pré-show
Durante o pré-show do Backlash, Apollo Crews defendeu o Campeonato dos Estados Unidos contra Andrade (acompanhado por Angel Garza e Zelina Vega ). Durante a luta, Kevin Owens, que era o comentarista convidado, impediu Garza de interferir na luta. No final, Crews realizou um Spin-Out Powerbomb em Andrade para reter o título.

### Lutas preliminares
O pay-per-view começou com Bayley e Sasha Banks defendendo o Campeonato Feminino de Duplas da WWE em uma luta triple threath de duplas contra The IIconics ( Billie Kay e Peyton Royce ) e Alexa Bliss e Nikki Cross . No clímax, enquanto Bliss aplicava um Twisted Bliss em Royce, Banks, que estava fora do ringue, voltou a entrar e realizou um roll-up em Bliss para reter o título.
Em seguida, Jeff Hardy enfrentou Sheamus. Sheamus começou a mirar no joelho de Hardy. Sheamus executou um White Noise em Hardy mas este conseguiu o kick out. Hardy executou um Twist of Fate e Swanton Bomb em Sheamus, que colocou o pé na corda para anular o pin. Nos momentos finais, enquanto Hardy realizava um drive-by da barricada em Sheamus, Sheamus executou um Brogue Kick no ar em Hardy. Sheamus então aplicou um segundo Brogue Kick em Hardy para vencer a luta.
Depois disso, Asuka defendeu o Campeonato Feminino do Rawcontra Nia Jax. Nos momentos finais, Asuka e Jax aplicaram manobras de finalização e se atacaram fora do ringue. Ambos foram eliminadas, portanto Asuka manteve o título.
Na luta seguinte, Braun Strowman defendeu o Campeonato Universal contra The Miz e John Morrison em uma luta handicap 2-contra-1. Nos momentos finais, Morrison tentou imobilizar Strowman, mas Miz quebrou a imobilização, pois isso teria resultado em Morrison ganhando o título e não Miz. Miz então começou a se arrepender de sua decisão e pediu desculpas a Morrison. Strowman então tirou vantagem da situação e executou um Chokeslam em Miz e um Running Powerslam em Morrison para reter o título.
No que se tornou a penúltima luta, Drew McIntyre defendeu o Campeonato da WWE contra Bobby Lashley (acompanhado por MVP). Antes da luta começar, MVP distraiu McIntyre, o que permitiu que Lashley aplicasse um Full Nelson em McIntyre. Depois que a luta começou oficialmente, Lashley dominou McIntyre. Durante várias tentativas de pin, McIntyre constantemente fez kick out em um, o que frustrou Lashley. Fora do ringue, Lashley jogou McIntyre no ringue. Como Lashley tentou uma Spear, McIntyre respondeu e jogou Lashley na barricada. Lashley executou um Spinebuster em McIntyre, que deu mais um kick out na tentativa de pin, o que frustrou Lashley e MVP mais uma vez. McIntyre rebateu uma tentativa Full Nelson e executou um Alabama Slam em Lashley. Enquanto Lashley tentava um Spear em McIntyre, McIntyre rebateu em um Kimura Lock em Lashley, entretanto, Lashley foi capaz de superar a manobra de finalização. Enquanto McIntyre tentava um Claymore Kick, Lashley contra-atacou em um Spear. No final, a esposa de Lashley (storlyne), Lana, saiu e ficou no apron do ringue e discutiu com o árbitro sobre a última tentativa de imobilização. McIntyre realizou um Glasgow Kiss em Lashley, que esbarrou em Lana, fazendo-a cair sobre MVP no ringue. McIntyre então deu um Claymore Kick em Lashley para reter o título. Em seguida, um MVP irado encarou Lana antes de partir para os bastidores com Lashley.
Em seguida, The Street Profits (Angelo Dawkins e Montez Ford) foram originalmente definidos para defender o Campeonato de Duplas do Raw contra o The Viking Raiders (Erik e Ivar), no entanto, ambas as equipes acabaram brigando do lado de fora no estacionamento do Performance Center, onde Ford jogou Ivar contra o carro de Braun Strowman. As duas equipes lutaram em uma passarela onde Ivar jogou uma bola de boliche em Ford. Ambas as equipes foram interrompidas por um grupo de motoqueiros ninja liderados por Akira Tozawa. The Street Profits e The Viking Raiders então se uniram como "The Viking Profits" e começaram a lutar contra os ninjas. Depois de lutar contra todos os ninjas, Tozawa fingiu derrota, no entanto, ele convocou um ninja de 2,10 metros de altura, que empunhava uma espada. Os Street Profits e os Viking Raiders recuaram e lutaram entre si no topo de um caminhão de produção, onde se jogaram em uma lixeira. O árbitro da WWE, Jessika Carr, apareceu e disse-lhes que o próxima luta seria a deles e disse a Ivar que ele era "fofo", enquanto Erik era "nem tanto" (uma piada em toda a rivalidade). O segmento terminou depois que ambas as equipes foram assustadas por uma criatura com tentáculos. A equipe de anúncios então confirmou que a luta pelo Campeonato de Duplas do Raw não iria acontecer.
No evento principal, Edge enfrentou Randy Orton em uma luta que a WWE classificou como "The Greatest Wrestling Match Ever". O árbitro Charles Robinson estabeleceu as regras da luta, incluindo nenhum puxão de cabelo e nenhum golpe baixo. Durante a luta, Orton e Edge usaram seus próprios movimentos finais um no outro (RKO e Spear, respectivamente) e prestaram homenagem a outros membros do Hall da Fama e lendas da WWE usando seus movimentos finais, como o Angle Slam de Kurt Angle, o Batista Bomb de Batista, o Pedigree de Triple H,  o Three Friends de Eddie Guerrero, o Rock Bottom de The Rock e o Killswitch de Christian. Em um momento de desespero enquanto o árbitro não estava olhando, Orton deu um golpe baixo em Edge e então aplicou um Punt Kick nele para vencer a luta que durou quase 45 minutos. Após a luta, a equipe médica atendeu Edge, que recusou.

## Após o evento

### Raw
No Raw seguinte, Randy Orton declarou que ele era agora "o maior lutador de todos os tempos", depois de vencer a "The Greatest Wrestling Match Ever". Christian então saiu e perguntou que tipo de amigo Orton era. Orton então o provocou declarando o desejo de Christian de ter mais uma luta e, uma vez que Christian não tinha autorização médica, o desafiou para uma luta não sancionada mais tarde no programa. Christian foi convencido por Big Show e Ric Flair a aceitar a luta por Edge, que rasgou o tríceps no Backlash. No início da luta, Flair, que estava no canto de Christian, deu um golpe baixo em Christian e Orton aplicou um Punt Kick nele para vencer a luta rapidamente. Após a luta, os paramédicos atenderam Christian e o carregaram para fora do Performance Center.
Também no Raw, Asuka defendeu o Campeonato Feminino do Raw em uma revanche contra Nia Jax. Durante a luta, Jax empurrou o árbitro John Cone por se recusar a contar a imobilização, apesar do pé de Asuka claramente estar sob a corda inferior. Quando Cone estava prestes a desqualificá-la, Asuka enrolou Jax e Cone fez uma contagem rápida para Asuka reter mais uma vez.
Depois de um mês competindo no torneio "qualquer coisa que você puder fazer, nós podemos fazer melhor" com ambas as equipes em um desempate, o The Street Profits (Angelo Dawkins e Montez Ford) concordaram em defender seus títulos contra o The Viking Raiders (Ivar e Erik) na semana seguinte, a mando de Big Show, onde o The Street Profits reteve, após a luta, Andrade e Angel Garza atacaram o The Street Profits.

### SmackDown
No episódio seguinte de SmackDown, Nikki Cross atacou as campeãs de Duplas Femininas da WWE Bayley e Sasha Banks, o que levou a uma luta entre Cross e Banks que Cross perdeu. Na semana seguinte, Cross venceu uma luta fatal four-way para ganhar uma luta pelo Campeonato Feminino do SmackDown contra Bayley no The Horror Show at Extreme Rules.

## Resultados
| Nº                                          | Resultados                                                                                               | Estipulações                                                    | Tempo |
| ------------------------------------------- | --- | --------------------------------------------------------------- | ----- |
| Pré- show                                   | Apollo Crews (c) derrotou Andrade (com Angel Garza e Zelina Vega)                                        | Luta individual pelo Campeonato dos Estados Unidos              | 7:25  |
| 1                                           | Bayley e Sasha Banks (c) derrotaram Alexa Bliss e Nikki Cross e The IIconics (Billie Kay e Peyton Royce) | Luta triple threat de duplas pelo Campeonato Feminino de Duplas | 8:50  |
| 2                                           | Sheamus derrotou Jeff Hardy                                                                              | Luta individual                                                 | 16:50 |
| 3                                           | Asuka (c) vs. Nia Jax terminou em countout duplo                                                         | Luta individual pelo Campeonato Feminino do Raw                 | 8:25  |
| 4                                           | Braun Strowman (c) derrotou John Morrison e The Miz                                                      | Luta Handicap 2-contra-1 pelo Campeonato Universal              | 7:20  |
| 5                                           | Drew McIntyre (c) derrotou Bobby Lashley (com MVP)                                                       | Luta individual pelo Campeonato da WWE                          | 13:15 |
| 6                                           | Randy Orton derrotou Edge                                                                                | Luta individual                                                 | 44:45 |
| (c) – Refere-se aos campeões antes da luta. | |                                                                 |       |